# Marcel Lotka
Marcel Lotka (Duisburgo, Alemania, 25 de mayo de 2001) es un futbolista polaco que juega como portero en el Fortuna Düsseldorf de la 2. Bundesliga.

## Trayectoria
En marzo de 2022 firmó un contrato de dos años con el Borussia Dortmund II, a partir de la temporada 2022-23, pero tras varios partidos como titular en el Hertha Berlín y las críticas positivas, el club berlinés estuvo explorando su opción de revertir el acuerdo y mantener al jugador para la siguiente temporada.
El 9 de julio de 2025 firmó por el Fortuna Düsseldorf tras expirar su contrato con el Borussia Dortmund.

## Estadísticas

### Clubes
Actualizado al último partido disputado el 3 de noviembre de 2024.
| Hertha Berlín II · Alemania           | 4.ª           | 2020-21       | 3  | 3   | ― | ― | ― | ― | 3  | 3   |
| Hertha Berlín II · Alemania           | 4.ª           | 2021-22       | 8  | 13  | ― | ― | ― | ― | 8  | 13  |
| Hertha Berlín II · Alemania           | Total club    | Total club    | 11 | 16  | 0 | 0 | 0 | 0 | 11 | 16  |
| Hertha Berlín · Alemania              | 1.ª           | 2021-22       | 10 | 20  | 0 | 0 | ― | ― | 10 | 20  |
| Hertha Berlín · Alemania              | Total club    | Total club    | 10 | 20  | 0 | 0 | 0 | 0 | 10 | 20  |
| Borussia Dortmund II · Alemania       | 3.ª           | 2022-23       | 30 | 35  | ― | ― | ― | ― | 30 | 35  |
| Borussia Dortmund II · Alemania       | 3.ª           | 2023-24       | 28 | 36  | ― | ― | ― | ― | 28 | 36  |
| Borussia Dortmund II · Alemania       | 3.ª           | 2024-25       | 9  | 16  | ― | ― | ― | ― | 9  | 16  |
| Borussia Dortmund II · Alemania       | Total club    | Total club    | 67 | 87  | 0 | 0 | 0 | 0 | 67 | 87  |
| Borussia Dortmund · Alemania          | 1.ª           | 2024-25       | 0  | 0   | 0 | 0 | 0 | 0 | 0  | 0   |
| Borussia Dortmund · Alemania          | Total club    | Total club    | 0  | 0   | 0 | 0 | 0 | 0 | 0  |     |
| Fortuna Düsseldorf · Alemania         | 2.ª           | 2025-26       | 0  | 0   | 0 | 0 | ― | ― | 0  | 0   |
| Fortuna Düsseldorf · Alemania         | Total club    | Total club    | 0  | 0   | 0 | 0 | 0 | 0 | 0  | 0   |
| Total carrera                         | Total carrera | Total carrera | 88 | 123 | 0 | 0 | 0 | 0 | 88 | 123 |
| (1) Hace referencia a goles encajados |               |               |    |     |   |   |   |   |    |     |